# Cacique (chef)
Pour les articles homonymes, voir Cacique.

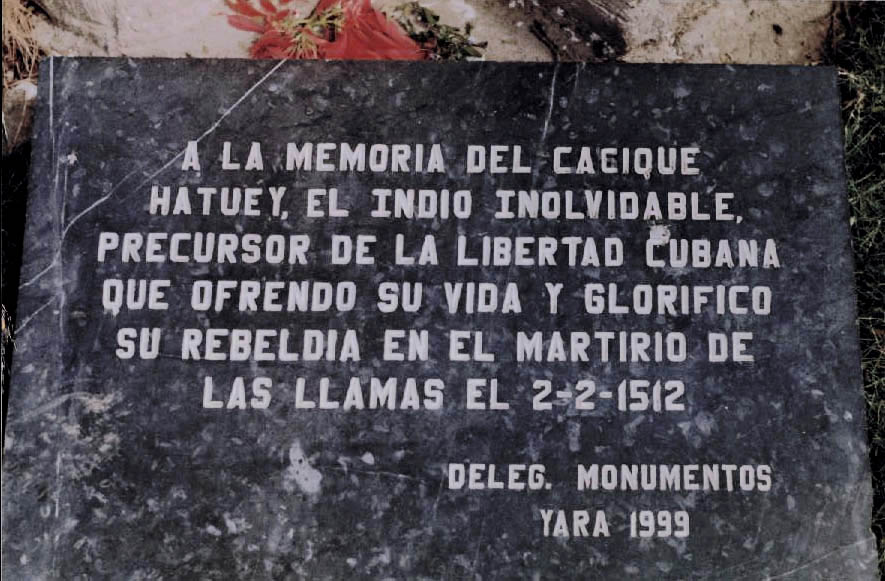
Inscription figurant au pied de la statue de Hatuey, cacique de Guanahani, mort le 2 février 1512.

Un cacique, mot emprunté au taïno, est le chef d'une tribu amérindienne des Caraïbes, d'Amérique centrale ou d'Amérique du Sud.

## Usage
Le territoire contrôlé par un cacique est un caciquat (de l'espagnol « cacicazgo »).
Par extension, ce mot a été utilisé par les chroniqueurs espagnols du XVIe siècle pour traduire le terme nahuatl « tecuhtli » servant à désigner l'aristocratie aztèque et, d'une manière plus générale, pour désigner les souverains absolus des sociétés précolombiennes.